# Hammerbach (Kleine Isar)
Der Hammerbach ist ein kleiner Nebenarm der Isar im Stadtgebiet von Landshut.

## Verlauf

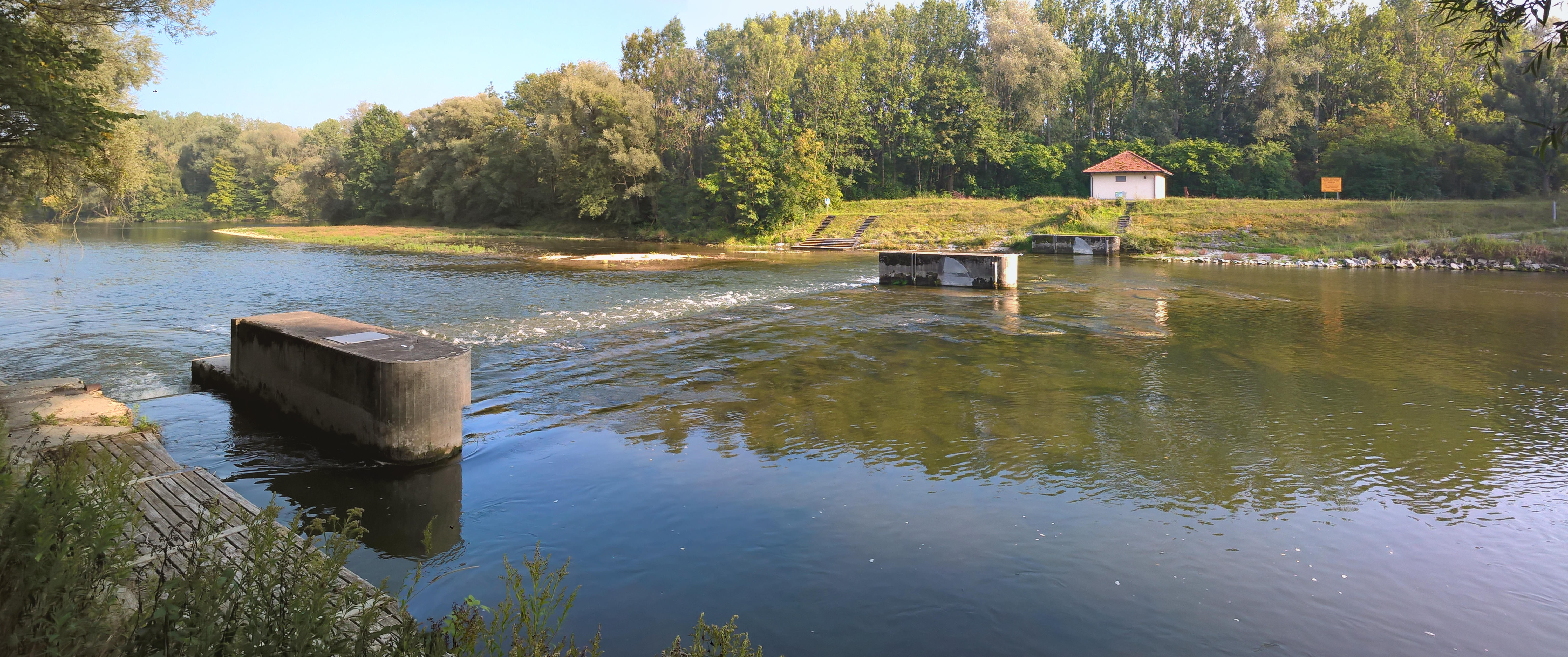
Stützschwelle in der Isar, an der der Hammerbach ausgeleitet wird

Der Hammerbach zweigt an einem Wehr bei Flusskilometer 78,5 nach links von der Isar ab. Nach rund drei Kilometern nimmt er von links den Klötzlmühlbach auf und nach weiteren etwa 1,4 Kilometern fließt er im Stadtgebiet von Landshut in die Kleine Isar.

## Geschichte
Namengebend für den Hammerbach war der wasserbetriebene Kupfer- und Eisenhammer, der etwa dreihundert Meter vor der Mündung in die Kleine Isar am linken Ufer stand. Gegenüber dem Hammer auf der rechten Seite wurde von 1489 bis 1872 die Papiermühle betrieben. Heute besteht dort eine Mühle für Biogetreide.
Der Hammerbach hatte früher einen wesentlich kürzeren Verlauf und zweigte erst bei Flusskilometer 76,47 nach links von der Isar ab.